# Scarabaeus acuticollis
Scarabaeus acuticollis là một loài bọ cánh cứng trong họ Bọ hung (Scarabaeidae).